# Gerardo Fernández (ciclista)
Gerardo Luis Fernández, nacido el  29 de marzo de 1977, es un ciclista profesional argentino que fue profesional desde 2003 hasta el 2006. Actualmente corre para el Shania Competición de su país.

## Palmarés
2005
- Trofeo Joaquim Agostinho, más 1 etapa

2006
- Vuelta a San Juan

2007 (como amateur)
- 1 etapa de la Vuelta del Estado de San Pablo
- 3.º en el Campeonato de Argentina en Ruta
- 1 etapa de la Vuelta a San Juan

2008 (como amateur)
- Campeonato de Argentina en Ruta
- 1 etapa de la Vuelta a Bolivia

2009 (como amateur)
- 1 etapa del Giro del Sol San Juan
- Vuelta a San Juan, más 2 etapas

2010 (como amateur)
- 2 etapas de la Vuelta a San Juan

2014 (como amateur)
- 1 etapa de la Vuelta Ciclista del Uruguay